# Aléxandros Nikolaïdis
Pour les articles homonymes, voir Nikolaïdis.
Aléxandros Nikolaïdis (en grec moderne : Αλέξανδρος Νικολαΐδης ), né le 17 octobre 1979 à Thessalonique et mort le 14 octobre 2022, est un taekwondoin grec.

## Carrière
Initialement favori, Aléxandros Nikolaïdis a finalement remporté la médaille d'argent aux Jeux olympiques d'été de 2004  à Athènes après avoir été renversé par un coup de pied inverse rotonde (Mom dolyo tchagi/Jump Spinning Hook Kick) par son adversaire et donc médaillé d'or, Moon Dae-sung de Corée du Sud. 
Le 24 mars 2008, il est le premier relayeur de la flamme olympique des Jeux olympiques d'été de 2008.
Plus tard dans la même année, le 11 avril, il a remporté le Championnat d'Europe à Rome après quatre combats victorieux. 
Un autre grand moment de sa carrière sportive est venu à Beijing. Lors de l'édition 2008 des Jeux olympiques à Pékin, Aléxandros Nikolaïdis a remporté une autre médaille d'argent dans la catégorie des 80 kg, après avoir perdu contre le Sud-coréen Cha Dong-min en finale.
En 2012, il a été désigné porte-drapeau de la Grèce pour la cérémonie d'ouverture des Jeux olympiques de Londres.